# Кортовіада
Кортовіада — назва студентського свята в Ольштині, яке походить від ольштинського району, де проживають студенти, Кортова.
Захід відбувається кожного року на початку травня і триває 4-5 днів. Учасниками численних концертів та заходів є не тільки студенти, але також мешканці міста і гості (за даними поліції, на Кортовіаді в 2005 і 2006 роках було близько 100 000 учасників.  У 2006 і 2008 роках  Кортовіаду прославлено найбезпечнішим студентським святом у Польщі. Кожного року студенти крім концертів організують кабаре, Венера шоу (вибори найкрасивішої студентки), а також конкурс на найкраще прикрашення студентського гуртожитку, бій факультетів, спортивні змагання і  комп'ютерні турніри.
В час Коровіади всі події відбуваються в Кортові, що дає святу унікальний характер. Притаманним елементом Кортовіади і знаком приналежності студентів до відповідного факультету є сорочки. Сорочки проектують і вибирають самі студенти. Вони є також свого роду вхідним квитком у так званих "Закритих заходах " (до 2007 року був це бій факультетів, Венера шоу і в 2006 році лицарський турнір ). Студентське свято має також свій офіційний гімн –пісню «Кортовіада», записану групою Enej на слова Б. Кром.
Після декількох років відсутності у 2008 році відновлено парад факультетів, який відбувається вулицями міста. У 2009 році відбувся 50 ювілей Вармінсько-Мазурського університету.